# إيزاو ماتسوكا
إيزاو ماتسوكا (باليابانية: 松岡功؛ بالكانا: まつおか いさお) هو منتج أفلام وشخصية أعمال ياباني، ولد في 18 ديسمبر 1934 في هيوغو في اليابان.